# Переяславские статьи (1659)
Переяславские статьи — договор, заключённый гетманом Войска Запорожского Юрием Хмельницким и представителями русского правительства во главе князем Алексеем Трубецким в Переяславе, 17 октября 1659 года.
Согласно договору гарнизоны «ратных людей» расквартировывались, кроме Киева, ещё в Переяславе, Нежине, Брацлаве и Умани (в двух последних городах гарнизоны так и не были размещены), казакам же не разрешалось воевать против кого-либо без согласия царя. Войско Запорожское обязывалось посылать войска по требованию царя туда, куда он сочтёт нужным, запрещались смещение гетмана и любые дипломатические сношения с другими государствами. Киевская митрополия подчинялась Московскому патриарху, и новоизбранному митрополиту запрещалось принимать посвящение от Константинопольского Патриарха, также выдавалась вся семья предшественника Хмельницкого — гетмана Выговского, которому не могли простить измены.
Осенью 1660 года, после поражения в битве под Слободищем, Юрий Хмельницкий вынужден был заключить новый договор с Речью Посполитой — Слободищенский трактат — и разорвать отношения с Москвой, тем самым нарушив прежние договорённости. Это вызвало новый виток гражданской войны в Войске Запорожском, поскольку левобережные казаки не признали трактат и провозгласили гетманом Якима Самко.